# Leray-Schauder-Alternative
Die Leray-Schauder-Alternative ist eine mathematische Aussage aus dem Bereich der nichtlinearen Funktionalanalysis. 
Sie wurde von den Mathematikern Jean Leray und Juliusz Schauder bewiesen und nach ihnen benannt. Die Leray-Schauder-Alternative gibt eine hinreichende Bedingung für die Existenz eines Fixpunktes. Die zentrale Bedingung der Aussage trägt einen eigenständigen Namen und wird Leray-Schauder-Randbedingung genannt. Der Satz hat zahlreiche Korollare, die schon vor Entdeckung der Leray-Schauder-Alternative bekannt waren und eigenständige Bedeutung haben.

## Leray-Schauder-Randbedingung
Sei {\displaystyle X} ein normierter Raum. Die stetige Abbildung {\displaystyle f\colon X\to X} erfüllt die Leray-Schauder-Randbedingung, falls ein {\displaystyle r>0} existiert, so dass aus {\displaystyle \|x\|=r} die Ungleichheit {\displaystyle f(x)\neq \lambda x} für alle {\displaystyle \lambda >1} folgt.

## Leray-Schauder-Alternative
Sei {\displaystyle X} ein normierter Raum und {\displaystyle f\colon X\to X} eine kompakte Abbildung, die der Leray-Schauder-Randbedingung genügt, dann hat {\displaystyle f} mindestens einen Fixpunkt.
Die Aussage trägt die Bezeichnung Alternative, weil entweder die Gleichung {\displaystyle f(x)=\lambda x} für ein {\displaystyle \lambda >1} oder die Gleichung {\displaystyle f(x)=x} eine Lösung hat. Jedoch bietet der Satz keine notwendigen Bedingungen, daher können für bestimmte {\displaystyle f} auch beide Gleichungen erfüllt sein. Das zentrale Hilfsmittel für den Beweis des Satzes ist der Leray-Schauder-Abbildungsgrad.

## Spezialfälle
In diesem Abschnitt werden hinreichende Bedingungen für Fixpunkte aufgeführt, die von Altman, Krasnoselskii und anderen bewiesen wurden und als Spezialfälle der Leray-Schauder-Alternative verstanden werden können. Im Folgenden sei {\displaystyle X} normierter Raum, {\displaystyle f\colon X\to X} eine stetige Funktion und {\displaystyle B_{r}=\{x:\|x\|<r\}\subset X} eine Kugel mit Radius {\displaystyle r}.

### Satz von Altman
Sei {\displaystyle x\in \partial B_{r}} und gelte 
{\displaystyle \|x-f(x)\|^{2}\geq \|f(x)\|^{2}+\|x\|^{2},}
dann hat {\displaystyle f} mindestens einen Fixpunkt.
Diese Aussage wurde 1957 von Altman bewiesen.

### Satz von Petryshyn
Sei {\displaystyle x\in \partial B_{r}} und gelte 
{\displaystyle \|x-f(x)\|\geq \|f(x)\|,}
dann hat {\displaystyle f} mindestens einen Fixpunkt.
Diese Aussage wurde 1963 von Volodymyr Petryshyn bewiesen.

### Satz von Krasnoselskii
Sei {\displaystyle X} ein Prähilbertraum, {\displaystyle x\in \partial B_{r}} und gelte 
{\displaystyle \langle f(x),x\rangle \leq \|x\|^{2},}
dann hat {\displaystyle f} mindestens einen Fixpunkt.
Diese Aussage wurde von Mark Krasnosel'skii im Jahr 1953 gezeigt. Sie kann als Spezialfall der Aussage von Altman für Prähilberträume verstanden werden.

### Satz von Rothe
Sei {\displaystyle x\in \partial B_{r}} und gelte 
{\displaystyle \|f(x)\|\leq \|x\|,}
dann hat {\displaystyle f} mindestens einen Fixpunkt.
Diese Aussage wurde 1937 von Rothe bewiesen.